# Crax globulosa
Crax globulosa là một loài chim trong họ Cracidae.

## Hình ảnh

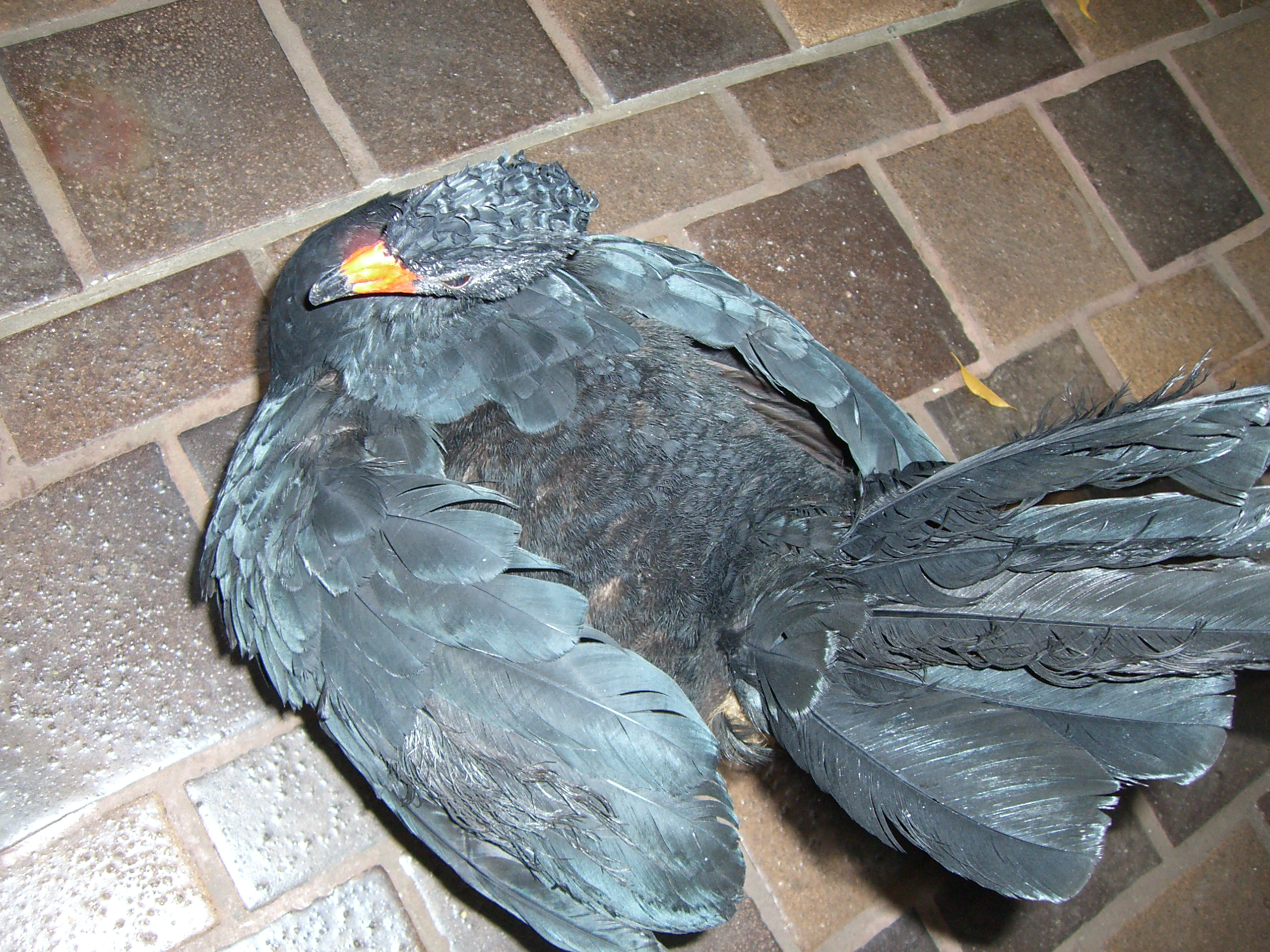
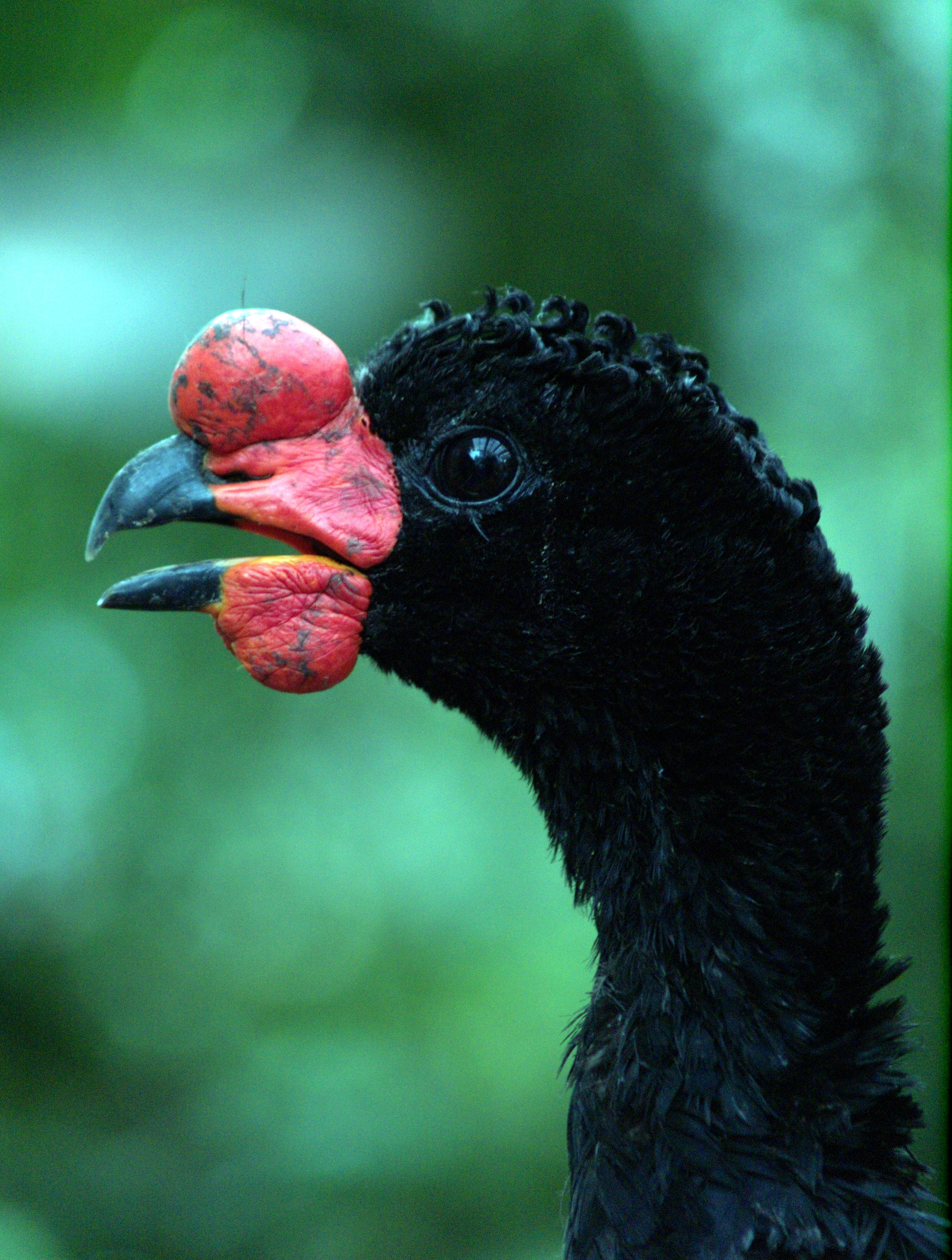
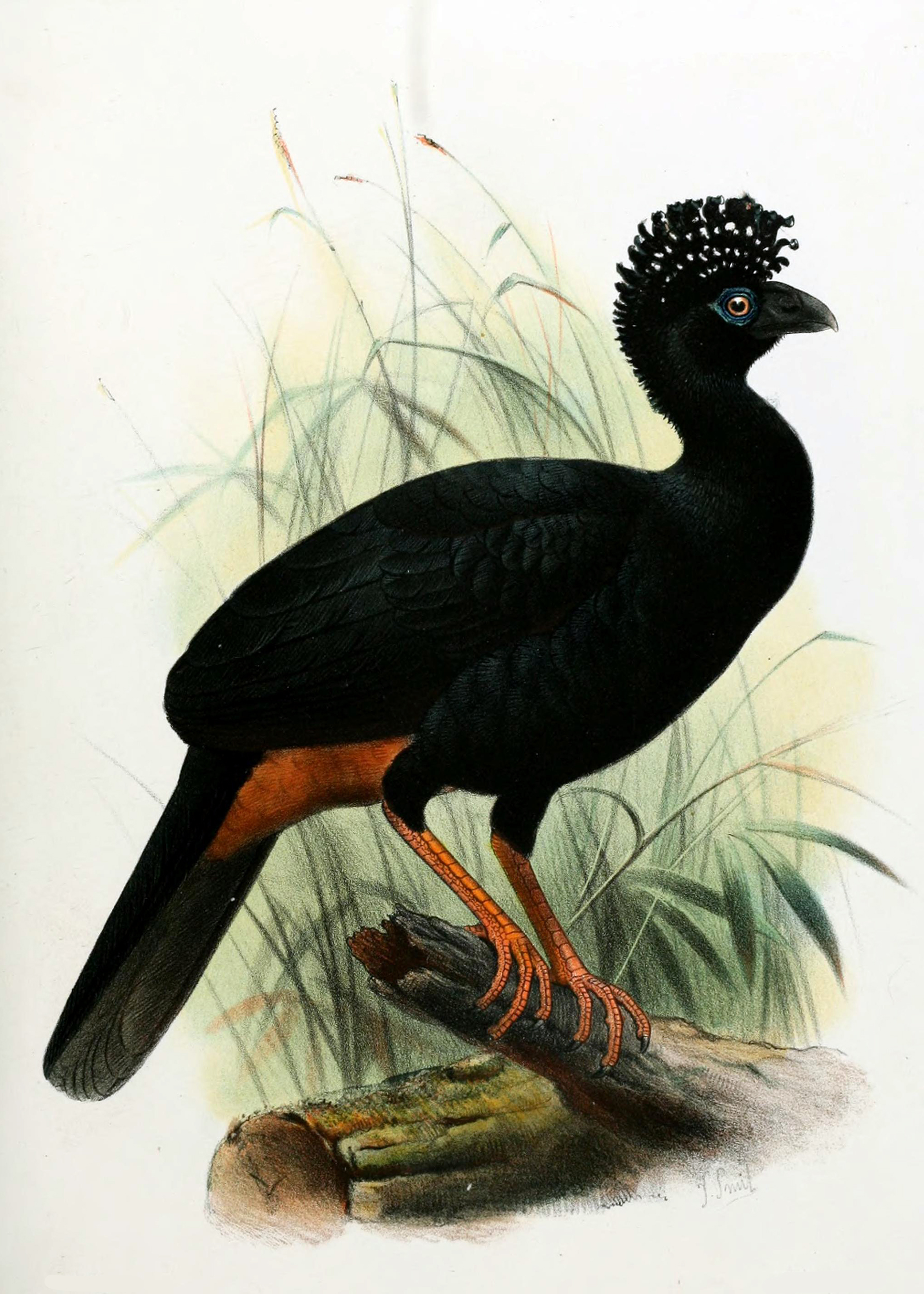
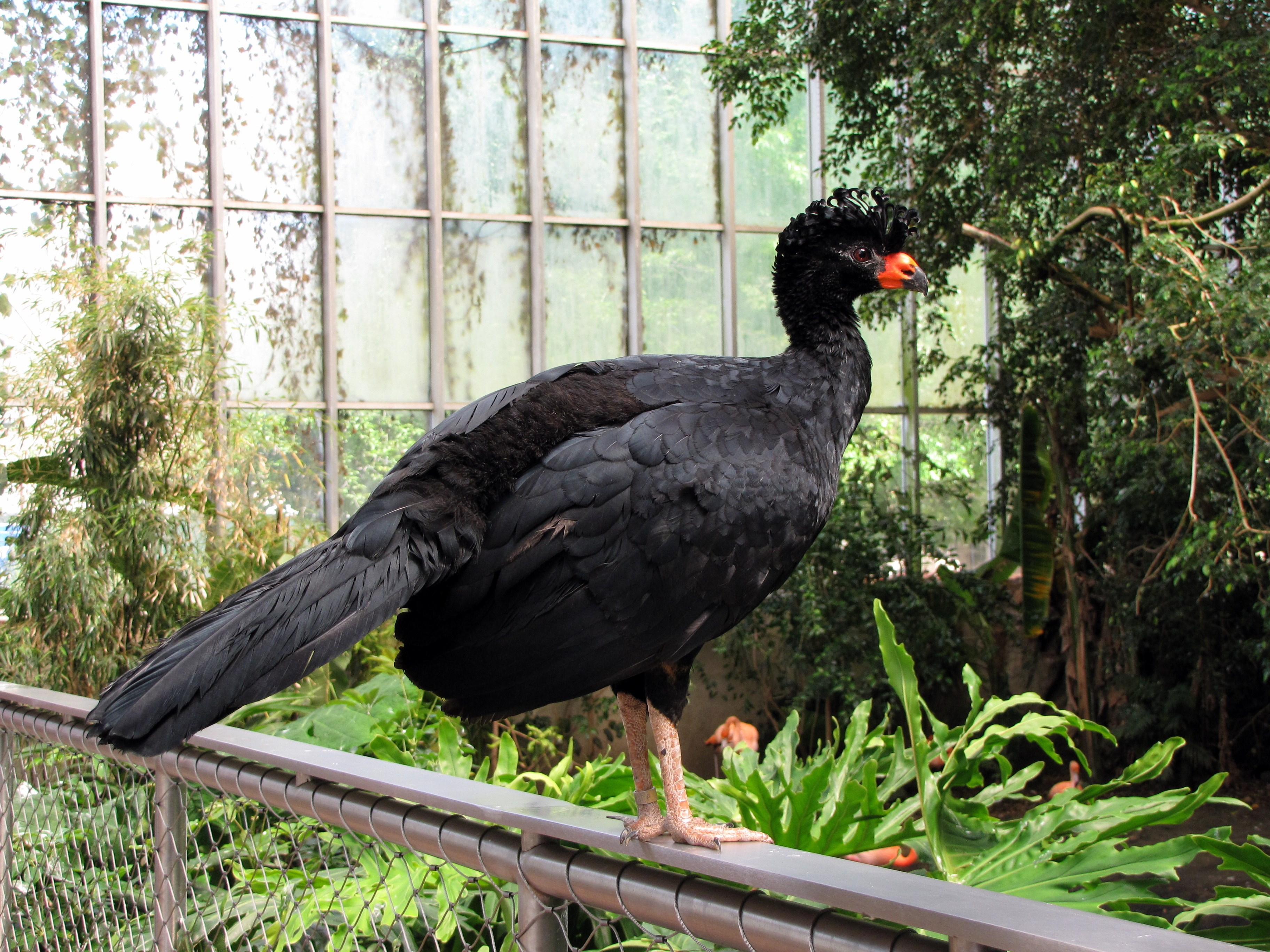
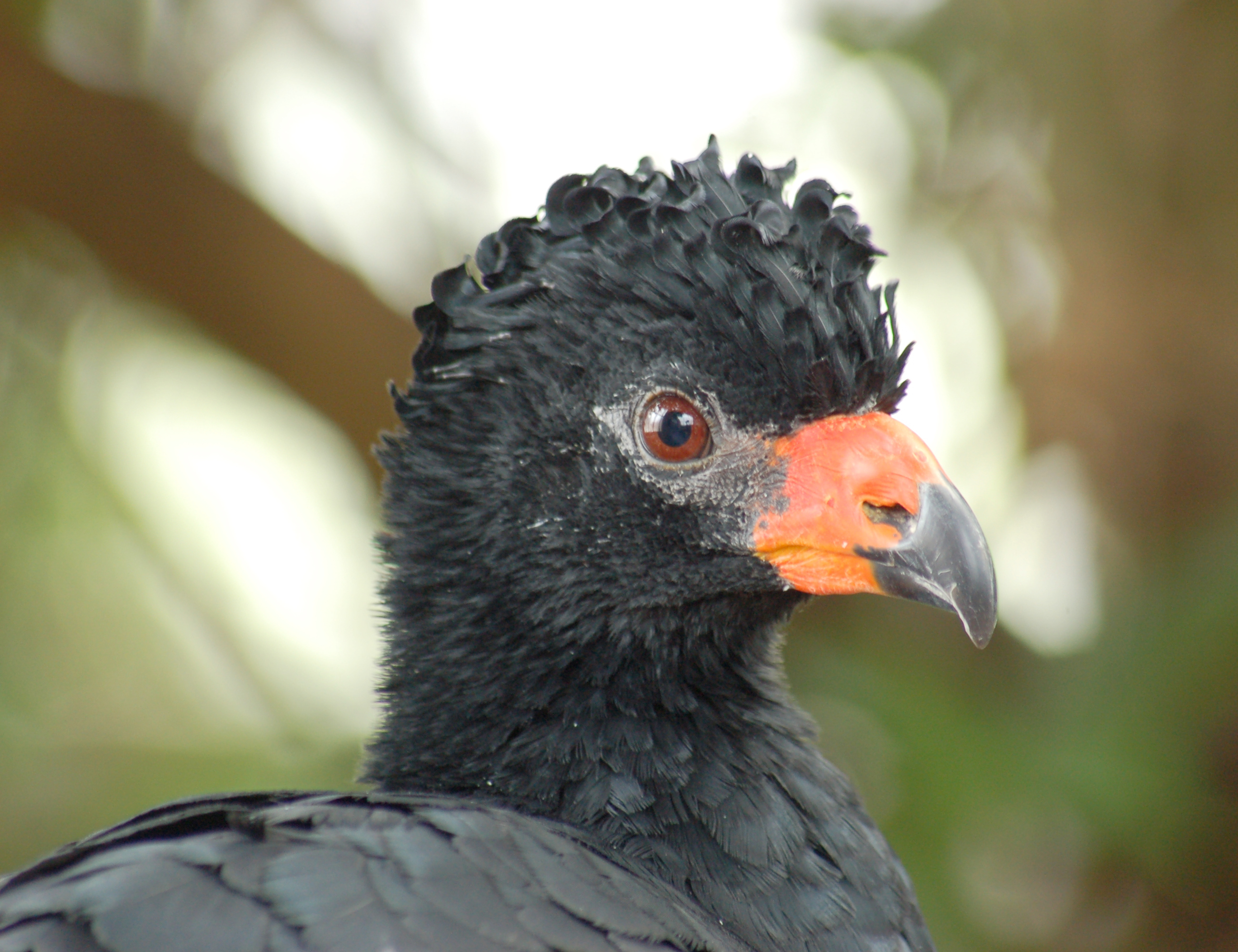